# Galium barcinonense
Galium barcinonense är en måreväxtart som beskrevs av fader Sennen. Galium barcinonense ingår i släktet måror, och familjen måreväxter.
Artens utbredningsområde är Spanien. Inga underarter finns listade i Catalogue of Life.